# Оденсе (община)
Община Оденсе (на датски: Odense Kommune) е община в Дания. Административен център на общината е Оденсе. Населението на общината през 2014 година е 195 797 души.

## Населени места
Общината има 10 населени места:
- Оденсе
- Белинге
- Бломменслист
- Ейлструп
- Люмби
- Наесбиховед-Броби
- Овер Холуф
- Санкт Клеменс
- Фангел
- Фраугде